# Boróro da Campanha
Boróro da Campanha, jedna od dviju skupina izumrlih Zapadnih Boróro Indijanaca, porodica Bororoan, koji su obitavali nekada južno od grada Cáceres, uz rijeku río Jauru, pritoku gornjeg toka Paraguaya u brazilskoj državi Mato Grosso. Najbliži srodnici bili su im Boróro do Cabaçal. Obje skupine nestale su do sredine 20. stoljeća.

## Vanjske poveznice
- Bororo